# Atzukak
Atzukak est un groupe musical espagnol, originaire d'Ontinyent, dans le Pays valencien, actif entre 1995 et 2019.

## Histoire
Influencés par des éléments de musique traditionnelle (ils utilisent la dolçaina) et de musique contemporaine (ska), ils incluent une version originale de La gallineta de Lluís Llach dans leur premier album. La même année, le groupe remporte  le premier prix du concours Promocions 99 de l'émission A la Nostra Marxa de Ràdio Nova et se produit au festival organisé à la Sala Quatre de Valence avec les deux autres groupes primés.
En 2003, ils sortent leur deuxième album, Gatzara, sur leur propre label Cul de Rock. Plus mature et moins dispersé que le précédent, cet album conserve un ton direct et critique des paroles. En 2008, ils enregistrent un nouvel album, A l'atzar, également publié sur leur propre label, qui les rapproche des rythmes latins. En 2019, ils donnent un dernier concert à Ontinyent, après avoir enregistré quatre CD.

## Discographie

### Albums studio
- 1999 : Atzukak
- 2003 : Gatzara
- 2008 : A l'atzar
- 2013 : Els colors del roig